# Elifius Paffrath
Elifius Paffrath (* 1942; † August 2016) war ein deutscher Theaterwissenschaftler, Dramatiker und Hörspielautor in der DDR.

## Leben
Der 1942 geborene Elifius Paffrath studierte von 1964 bis 1968 an der Theaterhochschule „Hans Otto“ in Leipzig Theaterwissenschaft. Seine Diplomarbeit lautete Dramatische Arbeiten Brechts 1926–1930 als Etappen auf dem Weg zur adäquaten Widerspiegelung des gesellschaftlichen Kausalnexus im Drama. Danach arbeitete er für das Landestheater Halle („Theater des Friedens“) und schließlich wurde er Oberspielleiter in Eisleben. Er widmete sich vermehrt dem Hörspiel und wirkte in diesem Segment als Autor und vor allem als Dramaturg. Von 1976 bis 1978 besuchte er das Institut für Literatur „Johannes R. Becher“ Leipzig. Bis 1980 war er wissenschaftlicher Mitarbeiter des Brecht-Zentrums der DDR. Anschließend arbeitete er als freischaffender Dramatiker und Hörspielautor für das Fernsehen und den Rundfunk der DDR. Verschiedentlich entwarf er auch gemeinsam mit Peter Biele Szenarien. Sein bekanntestes Stück ist der Teufelskarl, über das Ingeborg Pietzsch schrieb, dass es „ohne Zweifel seit Eugen Eschners ‚Undine‘ das wichtigste Märchenstück“ sei.
Paffrath war Mitglied des Berliner Schriftstellerverbandes und übernahm dort 1987 einen Sekretärsposten der Abteilungsparteiorganisation (APO) III.
Nach der Wende trat er lediglich mit zwei weiteren Hörspielen in Erscheinung. Später zeichnete er noch für zwei Episoden der Telenovela Rote Rosen verantwortlich.
Elifius Paffrath starb im August 2016 im Alter von 74 Jahren.

## Werke

### Bücher
- Teufelskarl. Märchen. Henschelverlag Kunst und Gesellschaft, Berlin [1984]. (UA 4. Mai 1985, Theater der Freundschaft, Berlin, Regie: Joachim Siebenschuh)
- Drum schilt mein Lied nicht, ist es arm. Gedichte, Balladen und Lieder. Edition Winterwork, Borsdorf 2011, ISBN 978-3-943048-22-3.
- Märchenhörspiele. Edition Winterwork, Borsdorf 2012, ISBN 978-3-86468-202-5.

### Aufsätze/Artikel
- Studenten im GST-Lager. In: Theater der Zeit, 22. Jg., Heft 21/1967, 16.–30. November, S. III.
- Es sind Leute gekommen. Ein Januar-Besuch im Brecht-Weigel-Haus Buckow. In: Notate, Brecht-Zentrum der DDR (Hrsg.), 1. Jg., Heft 1/1978, S. 6 f.
- „Wer machte denn der Mitwelt Spaß?“ Peter Biele, Tod im Kostüm. Eine Komödiantengeschichte. In: Neue deutsche Literatur. Zeitschrift für deutschsprachige Literatur und Kritik, 27. Jg., Heft 6/1979, S. 161–165.
- mit Karl-Claus Hahn: Fünf Schwierigkeiten beim Umgang mit Brecht. Internationale Brecht-Tage 1980: Probleme der Brecht-Rezeption in jungen Nationalstaaten. Ein Resümee. In: Theater der Zeit, 35. Jg., Heft 6/1980, S. 29–31.

### Herausgeberschaft
- Brecht 78. Brecht-Dialog 1978 Kunst und Politik 10. – 15. Februar. Dokumentation. (= Schriftenreihe des Brecht-Zentrums der DDR; Band 1). Herausgegeben von Werner Hecht, Karl-Claus Hahn und Elifius Paffrath. Henschelverlag Kunst und Gesellschaft, Berlin 1979.
- Brecht 80. Brecht in Afrika, Asien und Lateinamerika. Dokumentation (= Schriftenreihe des Brecht-Zentrums der DDR; Band 2). Herausgegeben von Werner Hecht, Karl-Claus Hahn und Elifius Paffrath. Henschelverlag Kunst und Gesellschaft, Berlin 1980.

### Revuen
- Anstoß oder Frauen am Ball, Thomas-Müntzer-Theater Eisleben, UA 7. Mai 1971. (Textbeiträge und Regie von Elifius Paffrath.)

### Hörspiele/Features
- Gespräche mit einem Zeitgenossen. Ein Feature-Zyklus in sieben Folgen. Regie: Albrecht Surkau, Sprecher: Hilmar Thate, Rundfunk der DDR, 1970 (Co-Autor von Peter Biele).
- Rechenschaftslegung (Hörszene innerhalb von: Geschichten von Genossen. Teil 2: Zwischen den Zeilen), Rundfunk der DDR, 1973 (Autor der Hörszene und Inszenierung der Gesamtsendung zusammen mit Detlef Kurzweg).
- Irene Richter, Schichtmeister im VEB Kunstseidenwerk „Siegfried Rädel“ in Pirna. Rundfunk der DDR, 1976 (Co-Autor von Peter Biele und Dramaturg).
- Kein Fall für Mister H. oder Die weiße Lady, Rundfunk der DDR, 1976.
- Ein milder Abend in Santiago, Rundfunk der DDR, 1976.
- Jonny, komm bald wieder, Rundfunk der DDR, 1978.
- Märchen vom Teufelskarl (Tei1: Der Soldat und der König), Rundfunk der DDR, 1981.
- Märchen vom Teufelskarl (Teil 2: Die Prinzessin in der Hölle), Rundfunk der DDR, 1981.
- Kidnapper, Rundfunk der DDR, 1981.
- Märchen vom Teufelskarl (Teil 3: Das Goldene Königreich), Rundfunk der DDR, 1982.
- Spinn, spinn, Mädchen!, Rundfunk der DDR, 1984 (Autor und Regisseur).
- Die Prinzessin und der Spielmann, Rundfunk der DDR, 1986.
- Mascha, Dascha und der Bär, Rundfunk der DDR, 1986 (Bearbeiter des russischen Volkstextes und Regisseur).
- Legende von einem Helden (Teil 1: Im Gewittersturm), Rundfunk der DDR, 1987 (Autor und Regisseur).
- Legende von einem Helden (Teil 2: Auf der Strecke), Rundfunk der DDR, 1987 (Autor und Regisseur).
- Der alte Igel und das neue Jahr, Rundfunk der DDR, 1987 (Bearbeiter des Peter-Hacks-Stückes).
- Der Hexenjäger, Deutschlandsender Kultur 1992.
- Das Haus, in dem Geschichten wohnen, Ostdeutscher Rundfunk Brandenburg 1993 (Autor und Regisseur).

Sowie Regisseur und Dramaturg von weiteren Hörspielen für den Rundfunk der DDR.